# Polska na zawodach Pucharu Europy w Lekkoatletyce 1973
Polska na zawodach Pucharu Europy w Lekkoatletyce 1973 – wyniki reprezentacji Polski w 4. edycji Pucharu Europy w 1973.

## Półfinały

### Mężczyźni
Półfinał z udziałem Polaków odbył się w dniach 4–5 sierpnia 1973 w Celje. Reprezentacja Polski zajęła 3. miejsce wśród sześciu drużyn i nie awansowała do finału (pierwszy raz w historii startów).
- 100 m: Zenon Nowosz – 2 m. (10,73)
- 200 m: Jan Werner – 4 m. (21,37)
- 400 m: Dariusz Podobas – 4 m. (46,26)
- 800 m: Andrzej Kupczyk – 3 m. (1:49,95)
- 1500 m: Henryk Szordykowski – 2 m. (3:50,39)
- 5000 m: Bronisław Malinowski – 4 m. (13:51,4)
- 10000 m: Bronisław Malinowski – 2 m. (28:30,4)
- 110 m ppł: Mirosław Wodzyński – 1 m. (14,19)
- 400 m ppł: Jerzy Hewelt – 1 m. (50,35)
- 3000 m z przeszkodami: Kazimierz Maranda – 2 m. (8:31,8)
- skok wzwyż: Janusz Białogrodzki – 3 m.== (2,07 – ex equo z dwoma innymi zawodnikami)
- skok o tyczce: Władysław Kozakiewicz – 2 m.= (5,00 – ex equo z jeszcze jednym zawodnikiem)
- skok w dal: Jerzy Miedziałek – 6 m. (7,49)
- trójskok: Michał Joachimowski – 1 m. (16,36)
- pchnięcie kulą: Władysław Komar – 3 m. (19,14)
- rzut dyskiem: Leszek Gajdziński – 3 m. (59,72)
- rzut młotem: Stanisław Lubiejewski – 3 m. (66,80)
- rzut oszczepem: Władysław Nikiciuk – 4 m. (76,06)
- sztafeta 4 × 100 m: Stanisław Wagner, Tadeusz Cuch, Jerzy Czerbniak, Zenon Nowosz – 2 m. (39,63)
- sztafeta 4 × 400 m: Mieczysław Wąsik, Andrzej Badeński, Jan Werner, Dariusz Podobas, – 3 m. (3:04,78)

### Kobiety
Półfinał z udziałem Polek odbył się w dniu 4 sierpnia 1973 w Warszawie. Reprezentacja Polski zajęła 3. miejsce wśród sześciu drużyn i nie awansowała do finału (pierwszy raz w historii startów).
- 100 m: Irena Szewińska – 2 m. (11,34)
- 200 m: Irena Szewińska – 1 m. (23,02)
- 400 m: Krystyna Kacperczyk – 5 m. (53,09)
- 800 m: Elżbieta Katolik – 2 m. (2:00,8 – rekord Polski)
- 1500 m: Jolanta Januchta – 4 m. (4:19,9)
- 100 m ppł: Grażyna Rabsztyn – 1 m. (13,27)
- skok wzwyż: Maria Tekiel – 4 m.= (1,73 ex equo jeszcze z jedną zawodniczką)
- skok w dal: Anna Włodarczyk – 4 m. (6,30)
- pchnięcie kulą: Ludwika Chewińska – 3 m. (18,15)
- rzut dyskiem: Krystyna Nadolna – 3 m. (51,40)
- rzut oszczepem: Daniela Jaworska – 1 m. (61,76)
- sztafeta 4 × 100 m: Irena Szewińska, Ewa Długołęcka, Barbara Bakulin, Danuta Jędrejek – 1 m. (44,10 – rekord Polski)
- sztafeta 4 × 400 m: Krystyna Kacperczyk, Elżbieta Katolik, Danuta Piecyk, Danuta Manowiecka – 3 m. (3:28,8 – rekord Polski)